# Соната для фортепіано № 5 (Моцарт)
Соната для фортепіано № 5 В. А. Моцарта, KV 283, Соль мажор, написана 1774 року.
Складається з трьох частин:
1. Allegro
2. Andante
3. Presto

Соната триває близько 14 хвилин.